# Устами художника
«Устами художника» — кинофильм Рональда Нима, снятый по одноимённому роману Джойс Кэри.

## Сюжет
Некий американский миллионер готов выкупить у бедного художника Джимсона ранние работы за большие деньги, но они в своё время были куплены за бесценок богачом Хиксоном у бывшей жены Джимсона. Но Джимсон не собирается сдаваться и с помощью барменши Колки и начинающего художника Милтона решает вернуть принадлежащее ему, которое, как он считает, Хиксон попросту украл.

## В ролях
- Алек Гиннесс — Галли Джимсон, художник
- Роберт Кут — сэр Уильям Бидер
- Клайв Ревилл — студент художественного училища (в титрах не указан)
- Эрнест Тесайджер — Хиксон

## Интересные факты
- Оригинальное название фильма — англ. The Horse's Mouth — в дословном переводе звучит как дословно «рот лошади». Слова The Horse’s Mouth отсылают к устойчивому словосочетанию straight from the horse’s mouth что означает «из первых уст», «из первоисточника». Таким образом, заголовок фильма можно было бы перевести как «Первые уста», или «первоисточник».
- В качестве картин Джимсона представлены работы британского художника Джона Бретби.